# Paul Block (Kulturpublizist)
Paul Block (* 30. Mai 1862 in Memel, Provinz Ostpreußen, Königreich Preußen; † 15. August 1934 in Bad Harzburg, Freistaat Braunschweig, Deutsches Reich) war ein deutscher Journalist und Kulturpublizist.

## Leben
Paul Block stammte aus einer jüdischen Familie in Ostpreußen. Er war der ältere Bruder des Journalisten Hans Block und wie dieser gelernter Buchhändler. Zunächst war er als Redakteur in verschiedenen Zeitschriften in Leipzig tätig. 1885 wurde er Dramaturg am Residenztheater in Berlin und blieb dies bis 1895.
Ab 1899 schrieb Paul Block für das Berliner Tageblatt, auch im Kultur- und Theaterbereich. 1906 wurde er als Korrespondent nach Paris geschickt. Ab 1911 leitete er das Feuilleton in Berlin. 1912 war er als Kriegskorrespondent auf dem Balkan und kehrte danach wieder nach Berlin zurück. Ab 1920 war er wieder in Paris.
1933 wurde Paul Block wegen seiner jüdischen Herkunft von der Zeitung entlassen. 1934 starb er in Bad Harzburg, möglicherweise während eines Kuraufenthaltes. Seine Frau, die Schauspielerin Rosa Bertens, mit der er seit 1897 verheiratet gewesen war, verstarb wenige Wochen später.
Paul Block veröffentlichte zahlreiche Artikel im Berliner Tageblatt und in weiteren Zeitschriften. Außerdem verfasste er einige Novellen, Romane, Dramen und Übersetzungen.